# Ватт (місячний кратер)
Кра́тер Ватт (лат. Watt) — великий стародавній метеоритний кратер у південній півкулі видимого боку Місяця. Назву присвоєно на честь шотландського інженера-механіка і винахідника Джеймса Ватта (1736—1819) й затверджено Міжнародним астрономічним союзом у 1935 році. Утворення кратера відбулося у донектарському періоді.

## Опис кратера

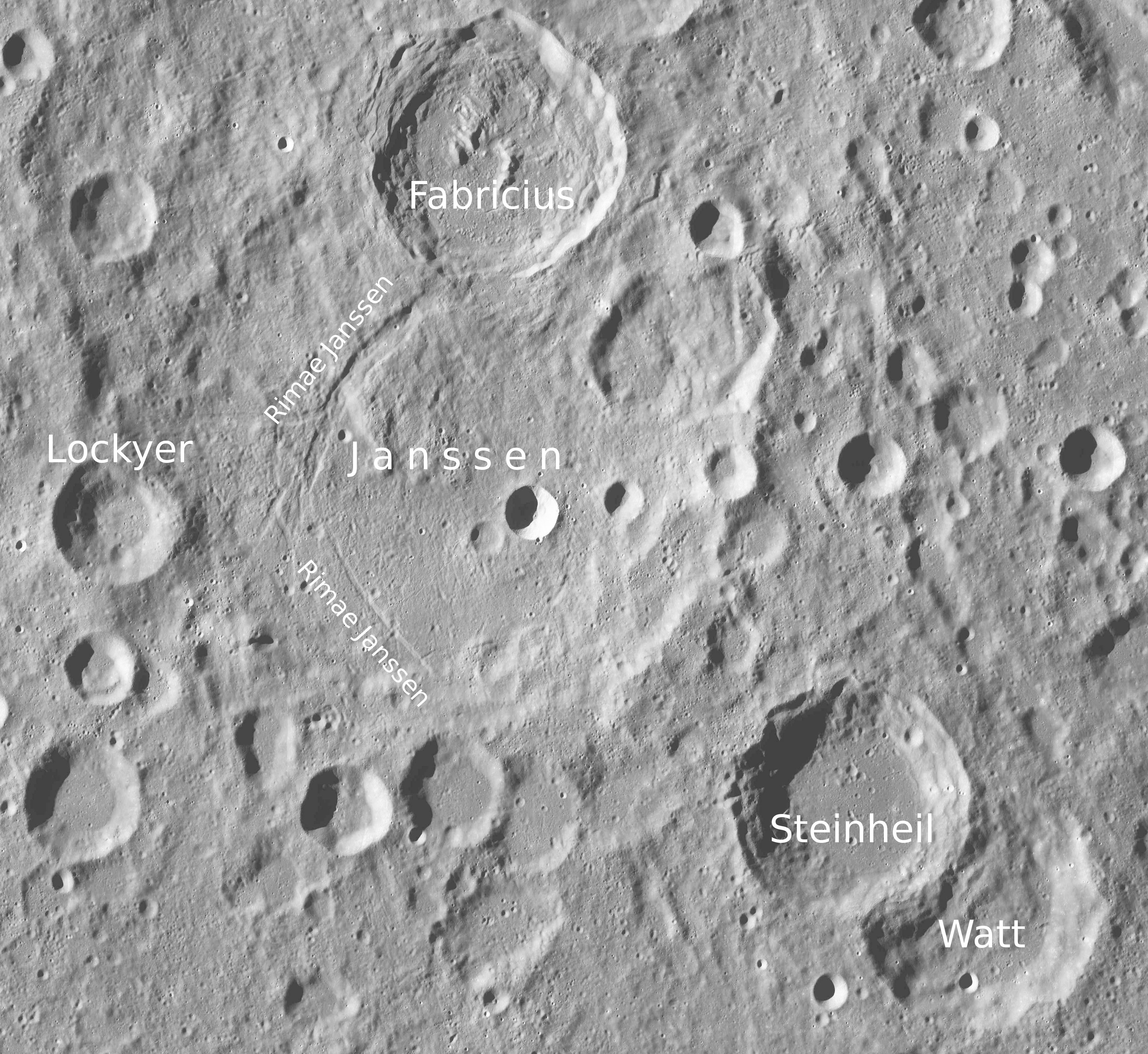
Околиці кратера Ватт. Світлина зонда Lunar Reconnaissance Orbiter

Північно-західна частина кратера Ватт перекрита кратером Штайнхайль. Іншими найближчими сусідами кратера Ватт є кратер Маллет на північному сході; кратер Бієла на півдні південному сході і кратер Розенбергер на півдні південному заході. Селенографічні координати центру кратера 49°36′ пд. ш. 48°29′ сх. д. / 49.6° пд. ш. 48.48° сх. д., діаметр 66,5 км, глибина 3450 м.
Кратер Ватт має полігональну форму з невеликою впадиною у південно-східній частині та зазнав суттєвих руйнувань, його північно-західна частина перекрита кратером Штайнхайль. Вал згладжений, але зберіг достатньо чіткі обриси. Внутрішній схил валу має залишки терасоподібної структури. Дно чаші пересічене й вкрите породами викинутими при утворенні кратера Штайнхайль. Біля підніжжя південної південно-західної частини внутрішнього схилу розташовується маленький добре помітний чашоподібний кратер.

## Сателітні кратери

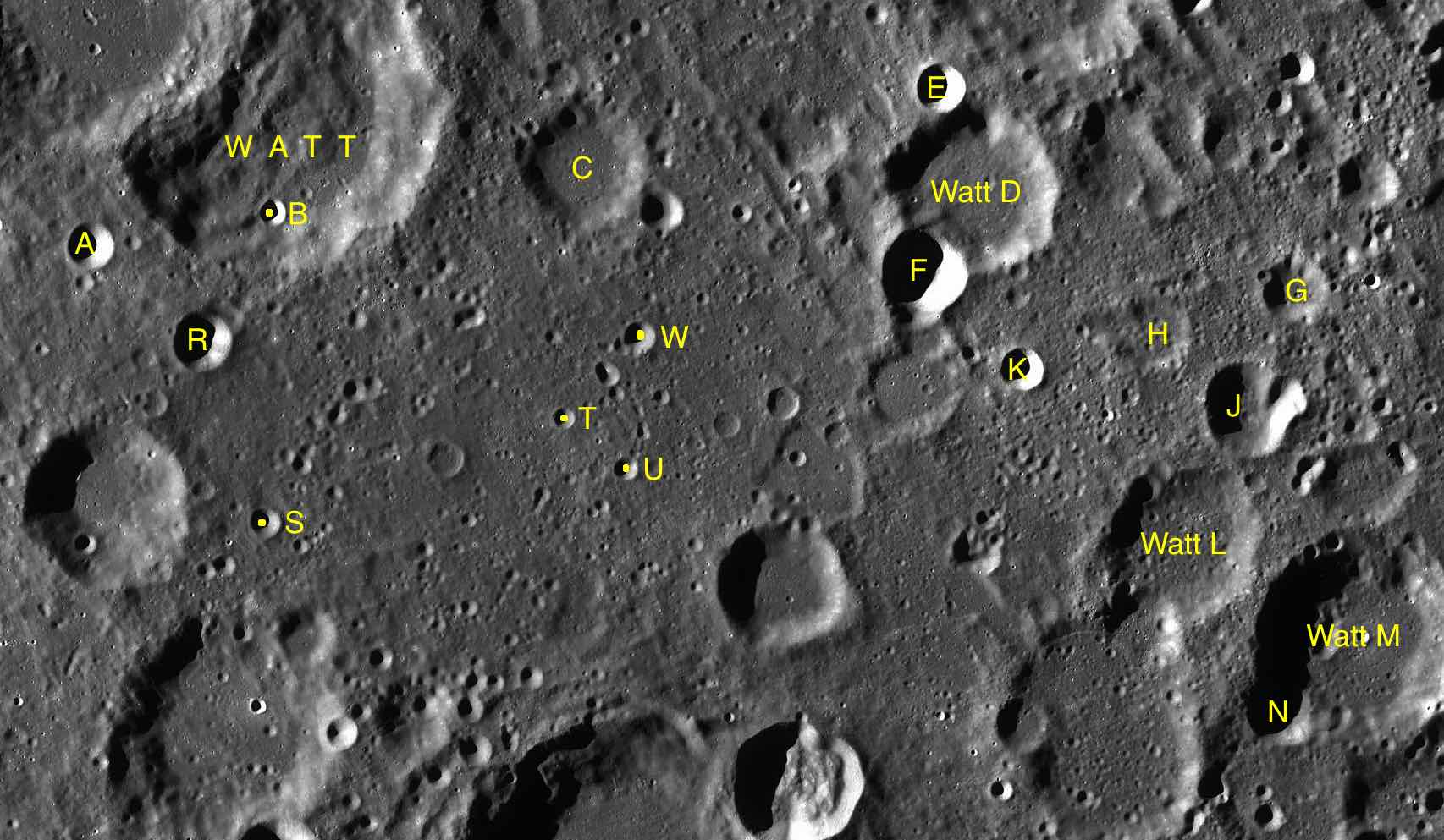
Сателітні кратери. Фрагмент мапи LAC-128.

| Ватт | Координати                                                | Діаметр, км |
| ---- | --------------------------------------------------------- | ----------- |
| A    | 50°21′ пд. ш. 46°25′ сх. д. / 50.35° пд. ш. 46.41° сх. д. | 9,2         |
| B    | 50°17′ пд. ш. 48°18′ сх. д. / 50.28° пд. ш. 48.3° сх. д.  | 5,2         |
| C    | 50°07′ пд. ш. 51°29′ сх. д. / 50.11° пд. ш. 51.48° сх. д. | 24,8        |
| D    | 50°21′ пд. ш. 55°28′ сх. д. / 50.35° пд. ш. 55.46° сх. д. | 34,5        |
| E    | 49°42′ пд. ш. 55°08′ сх. д. / 49.7° пд. ш. 55.13° сх. д.  | 9,6         |
| F    | 50°53′ пд. ш. 54°57′ сх. д. / 50.88° пд. ш. 54.95° сх. д. | 16,4        |
| G    | 50°57′ пд. ш. 58°50′ сх. д. / 50.95° пд. ш. 58.83° сх. д. | 13,4        |
| H    | 51°17′ пд. ш. 57°19′ сх. д. / 51.29° пд. ш. 57.31° сх. д. | 16,6        |
| J    | 51°44′ пд. ш. 58°25′ сх. д. / 51.74° пд. ш. 58.42° сх. д. | 18,8        |
| K    | 51°32′ пд. ш. 56°00′ сх. д. / 51.53° пд. ш. 56° сх. д.    | 8,5         |
| L    | 52°39′ пд. ш. 57°45′ сх. д. / 52.65° пд. ш. 57.75° сх. д. | 32,3        |
| M    | 53°12′ пд. ш. 59°46′ сх. д. / 53.2° пд. ш. 59.76° сх. д.  | 42,7        |
| N    | 53°44′ пд. ш. 58°55′ сх. д. / 53.73° пд. ш. 58.92° сх. д. | 13,0        |
| R    | 51°04′ пд. ш. 47°25′ сх. д. / 51.06° пд. ш. 47.42° сх. д. | 11,7        |
| S    | 52°17′ пд. ш. 47°52′ сх. д. / 52.29° пд. ш. 47.86° сх. д. | 5,7         |
| T    | 51°47′ пд. ш. 51°08′ сх. д. / 51.78° пд. ш. 51.14° сх. д. | 4,2         |
| U    | 52°08′ пд. ш. 51°46′ сх. д. / 52.14° пд. ш. 51.76° сх. д. | 4,7         |
| W    | 51°17′ пд. ш. 51°59′ сх. д. / 51.28° пд. ш. 51.98° сх. д. | 6,2         |